# Ilościowa teoria pieniądza
Ilościowa teoria pieniądza – twierdzenie o istnieniu zależności przyczynowo-skutkowej między ilością pieniądza w obiegu a poziomem cen. Jeśli rozmiary handlu są stałe, ceny zmieniają się wprost proporcjonalnie do podaży pieniądza. Wzrost podaży pieniądza jest zatem głównym powodem inflacji.  

## Historia
Ilościowa teoria pieniądza została opracowana u progu czasów nowożytnych pod wpływem doświadczenia, jakim był wzrost cen w Europie, wywołany napływem kruszców z Nowego Świata.
Podwaliny pod współczesną ilościową teorię pieniądza położyli na przełomie XIX i XX wieku fizyk Simon Newcomb (który w 1885 roku napisał Zasady ekonomii politycznej, Principles of political economy) i ekonomista Irving Fisher. Idee podobne do teorii Newcomba-Fishera były jednak przedstawiane już przez Mikołaja Kopernika (w jego memorandum nt. polityki pieniężnej opublikowanym w 1517 r.), były też obecne w myśli późnych scholastyków, zwłaszcza ze szkoły w Salamance oraz w pracy Jean Bodina (The Réponse de J. Bodin aux paradoxes de M. de Malestroit, 1568). W XVIII wieku pisał o niej David Hume, zwłaszcza w kontekście tzw. neutralności pieniądza (Of Interest in Essays Moral and Political, 1748). Myśl Hume’a rozwinął John Stuart Mill, (1848) w Principles of Political Economy.

## Zależność
Zależność tę możemy zapisać za pomocą wzoru:
Punktem wyjścia jest tzw. równanie tożsamościowe, mówiące o tym, że w jednostce czasu (np. roku) ilość zaangażowanych jednostek pieniężnych jest równa wartości wszystkich dokonanych transakcji, co można zapisać jako:
{\displaystyle MV=\sum \limits _{i=1}^{T}p_{i}q_{i},}
gdzie:
{\displaystyle M} – ilość pieniądza będąca w obiegu,
{\displaystyle V} – szybkość obiegu pieniądza (najprościej ujmując, rozumiana jako średnia liczba transakcji obsługiwanych przez jednostkę pieniądza w ciągu roku),
{\displaystyle T} – liczba wszystkich transakcji w ciągu roku,
{\displaystyle p_{i}} – cena jednostki {\displaystyle i}-tego towaru (lub usługi),
{\displaystyle q_{i}} – liczba zakupionych jednostek w {\displaystyle i}-tej transakcji.
Co w uproszczeniu zwykle zapisywane jest jako:
{\displaystyle MV=PT,}
gdzie {\displaystyle P} to średnia cena jednej transakcji.
W ekonomii głównego nurtu (dominującego we współczesnych podręcznikach do nauczania ekonomii) równanie to prezentowane jest jako tzw. równania wymiany Fishera w postaci
{\displaystyle MV=PY,}
gdzie:
{\displaystyle M} – nominalna podaż pieniądza,
{\displaystyle V} – szybkość obiegu pieniądza,
{\displaystyle P} – ogólny poziom cen,
{\displaystyle Y} – realna wielkość produkcji (PKB).

## Równanie z Cambridge
Alfred Marshall sformułował inną od omawianej wyżej wersję równania wymiany, która sprowadza się do postaci równania popytu na pieniądz:
{\displaystyle {\frac {M}{P}}=kY,}
gdzie:
{\displaystyle M} – ilość pieniądza w obiegu,
{\displaystyle P} – poziom cen,
{\displaystyle Y} – pieniężna wartość produktu narodowego brutto,
{\displaystyle k} – współczynnik wyrażający, jaką część dochodu {\displaystyle Y} podmioty gospodarujące chcą przetrzymywać w postaci realnych zasobów pieniężnych.
Równanie Marshalla, zwane też równaniem z Cambridge lub równaniem dochodowym (w odróżnieniu od transakcyjnego równania Fishera), można sprowadzić do tradycyjnego równania, zakładając, że {\displaystyle k} jest odwrotnością prędkości obiegu pieniądza {\displaystyle V.}

## Krytyka ilościowej teorii pieniądza
Teoria ilościowa była poddana ostrej krytyce w okresie wielkiego kryzysu gospodarczego w latach 1929–1933. Jej głównym krytykiem był John Maynard Keynes.
Krytycy ilościowej teorii pieniądza podważają założenie, że istnieją związki przyczynowe między wielkościami globalnymi i średnimi (w tym wypadku między globalną ilością pieniądza, poziomem cen i wielkością produkcji) i zauważają, że ilościowa teoria pieniądza pomija zjawiska najistotniejsze dla funkcjonowania systemu gospodarczego, tj. zmiany struktury cen oraz przyczyny i skutki tych zmian. W ilościowej teorii pieniądza zakłada się bowiem, że zmiany ilości pieniądza oddziałują jedynie na ogólny poziom cen, natomiast pomija się wpływ zmiany ilości pieniądza na strukturę cen oraz oddziaływania zmian tej struktury na ogólny poziom cen i poziom produkcji. W konsekwencji przedmiotem rozważań jest oddziaływanie zmian poziomu cen na ogólną wielkość produkcji zamiast na poszczególne gałęzie.
Powrót do teorii ilościowej dokonał się w latach 70. XX wieku w postaci monetaryzmu, którego głównym teoretykiem był Milton Friedman.